# Raj Veeran
Raj Dasaratha Veeran (* 10. Juli 1985 in Kuala Lumpur) ist ein australischer Badmintonspieler malaysischer Herkunft. 

## Karriere
Raj Veeran wurde 2003 nach seinem Wechsel von Malaysia nach Australien erstmals nationaler Meister in seiner neuen Heimat. 2004 wurde er Dritter bei den Australian Open, 2008 Zweiter bei den New Zealand Open. 2009 siegte er bei den Victoria International.

## Sportliche Erfolge
| Saison | Veranstaltung              | Disziplin    | Platz | Name                           |
| ------ | -------------------------- | ------------ | ----- | ------------------------------ |
| 2003   | Australische Meisterschaft | Mixed        | 1     | Raj Veeran / Renuga Veeran     |
| 2004   | Australian Open            | Herrendoppel | 2     | Raj Veeran / Stuart Gomez      |
| 2008   | New Zealand Open           | Mixed        | 3     | Raj Veeran / Renuga Veeran     |
| 2009   | Victoria International     | Mixed        | 1     | Raj Veeran / Renuga Veeran     |
| 2009   | Auckland International     | Mixed        | 3     | Raj Veeran / Kate Wilson-Smith |

## Referenzen
- Raj Veeran beim Badminton-Weltverband

| Personendaten    | Personendaten                              |
| ---------------- | ------------------------------------------ |
| NAME             | Veeran, Raj                                |
| ALTERNATIVNAMEN  | Veeran, Raj Dasaratha (vollständiger Name) |
| KURZBESCHREIBUNG | australischer Badmintonspieler             |
| GEBURTSDATUM     | 10. Juli 1985                              |
| GEBURTSORT       | Kuala Lumpur                               |